# 何晴
何晴（1964年1月13日—），浙江江山人，中国大陆女演员。
何晴是第一个演遍中国大陆四大名著影视作品的女演员。她也是第一个在琼瑶剧中担当主演的大陆女演员，在《青青河边草》中出演华又琳走红，之后何晴又参演了不少台湾电视剧，故在台湾也有相当的知名度。何晴两次出演了北宋名伎李师师，分别是1989年电视剧《李师师》和1996年电视剧《水浒传》。除了古典名著影视剧和琼瑶剧，何晴也参演过金庸剧如2001年《射雕英雄传》，2007年《碧血剑》。由于与生俱来的古典甜美气质，何晴被媒体誉为“水乡中走出的古典美人”。

## 经历
何晴出生于浙江省衢州市江山县（现改为江山市）。父亲何佩琳是江山县体委的工作人员，母亲吴先玉原是湖南湘西苗族人，后因在江山县读书认识了何佩琳，二人结婚后生下了何晴。何晴从小就喜欢唱歌跳舞，很有艺术细胞，小学在江山县解放路小学就学，中学时就读于江山中学文艺班，是当时班上的“种子选手”，演唱的评弹《蝶恋花》还被录制了唱片。
1977年春，浙江省昆剧团来江山县招收表演班学员，何晴以优异的表现顺利通过了面试、复试，但由于本次招生没有得到上级部门的批准，她只能失望了。但何晴依然没有放弃，在1978年又连续参加了北京戏剧学院、浙江省艺术学校、浙江省昆剧团的全国性公开考试，功夫不负有心人，这次她真正地被浙江省昆剧团录取。1978年8月5日，何晴成为浙江省昆剧团表演班的一名“候补演员”，在此期间，何晴非常努力的学习，但1980年的一场意外让她左手骨折，差点断送了艺术生涯，但好在名医救助，最终康复。
1983年，香港三洋公司的导演华山来到浙江省昆剧团挑选演员，何晴因其文静高雅的气质幸运入选，来到北京出演电影《少林俗家弟子》中的小琴，之后她又被《西游记》导演杨洁发现，出演灵吉菩萨怜怜，从而走上了正式的演艺之路。
1988年，何晴又被知名导演谢铁骊看中，出演其执导的电影《红楼梦》中的秦可卿，开始声名鹊起。1992年又应台湾著作女作家琼瑶的邀请，出演《青青河边草》中的华又琳，这部戏的热播也让她成为“琼女郎”的代表人物之一。此后她也参演了不少台湾电视剧，如《戏说慈禧》、《人面桃花》、《情剑山河》、《保镖之天之娇女》等，都受到好评。
在《上海舞女》（1988年）、《女子别动队》（1989年）、《梦断南洋》（1994年）、《歌手》（1996年）等多部电影上的精彩表现让何晴迅速蹿红。1990年代前期毫无疑问是何晴演艺的巅峰期，当时《大众电影》、《大众电视》、《老电影》、《上影画报》、《电影故事》、《镜头》等国内知名影视刊物都多次报道她的演艺动态。
进入21世纪后，虽然不再年轻，但作为演员的何晴依然有着出色的表现，她出演的影视剧类型越来越多，演绎的角色也各不相同。

## 感情生活
1989年，何晴因电影《女子别动队》与演员刘威相恋，二人于1994年分手。对于这段恋情，在2007年，刘威告诉媒体他和何晴当时只是同居不是结婚。此后何晴因电视剧《风荷怨》结识了许亚军，二人婚后育有一子，在2003年离婚。

## 主要作品

### 电影
| 年份   | 片名             | 角色   | 备注 |
| ------ | ---------------- | ------ | ---- |
| 1983年 | 《少林俗家弟子》 | 小琴   |      |
| 1984年 | 《莺燕桃李》     | 白桃   |      |
| 1984年 | 《公寓》         | 小琴   |      |
| 1985年 | 《碧水双魂》     | 晚霞   |      |
| 1986年 | 《乾隆下江南》   |        |      |
| 1988年 | 《红楼梦》       | 秦可卿 |      |
| 1988年 | 《上海舞女》     | 白黛林 |      |
| 1988年 | 《红墙外》       |        |      |
| 1988年 | 《青春门》       |        |      |
| 1989年 | 《女子别动队》   | 凌曼云 |      |
| 1989年 | 《你好太平洋》   |        |      |
| 1990年 | 《姐妹情仇》     | 顾玉倩 |      |
| 1990年 | 《天字号密令》   | 秋韵   |      |
| 1991年 | 《碧血宝刀》     | 玉兰   |      |
| 1991年 | 《永世爱我》     |        |      |
| 1994年 | 《梦断南洋》     | 珏婉   |      |
| 1996年 | 《红流》         |        |      |
| 1996年 | 《歌手》         | 阿兰   |      |
| 2005年 | 《宝葫芦的秘密》 | 妈妈   |      |

### 电视剧
| 年份   | 剧名                                 | 角色     | 备注                           |
| ------ | ------------------------------------ | -------- | ------------------------------ |
| 1984年 | 《西游记》                           | 怜怜     |                                |
| 1985年 | 《红伶泪》                           | 筱丹桂   |                                |
| 1985年 | 《少女梦幻》                         |          |                                |
| 1986年 | 《聊斋系列》之《花姑子》             | 花姑子   |                                |
| 1989年 | 《上海滩大警探》                     |          |                                |
| 1989年 | 《李师师》                           | 李师师   |                                |
| 1991年 | 《青青河边草》                       | 华又琳   |                                |
| 1992年 | 《戏说慈禧》                         | 慈安太后 |                                |
| 1993年 | 《三国演义》                         | 小乔     |                                |
| 1993年 | 《三言两拍错配鸳鸯》                 |          |                                |
| 1995年 | 《人面桃花》                         | 杨金瑶   |                                |
| 1995年 | 《叶挺将军》                         |          |                                |
| 1995年 | 《风荷怨》                           | 叶风荷   | [ 6 ]                          |
| 1996年 | 《情剑山河》                         | 周娥皇   |                                |
| 1996年 | 《水浒传》                           | 李师师   |                                |
| 1997年 | 《候车大厅》                         | （客串） |                                |
| 1997年 | 《宋慈断狱》                         |          |                                |
| 1997年 | 《神捕之北关喋血》                   | 曹翠英   |                                |
| 1998年 | 《保鏢之天之驕女》                   | 天凤公主 |                                |
| 1998年 | 《千秋之约》                         | 艾雨     |                                |
| 1998年 | 《白色梦幻》                         | 玉罕南   |                                |
| 1999年 | 《澳门的故事》                       | 欧迪斯   |                                |
| 1999年 | 《协议结婚》                         |          |                                |
| 2000年 | 《家园》                             | 林雪音   |                                |
| 2000年 | 《做我太太一百天》                   | 陈玉玲   |                                |
| 2000年 | 《游戏规则》                         | 郑琳     |                                |
| 2001年 | 《陈真后传》                         | 傲雪     |                                |
| 2001年 | 《青天衙门》之《七彩蝴蝶》           | 秋水仙   |                                |
| 2001年 | 《射雕英雄传》                       | 包惜弱   |                                |
| 2002年 | 《东北一家人》(续集)                 | （客串） |                                |
| 2003年 | 《双枪老太婆传奇》                   | 白坤洁   |                                |
| 2003年 | 《绝对计划》                         | 飘发     |                                |
| 2003年 | 《女人背后的女人》                   | 邵丹     |                                |
| 2003年 | 《贪官背后的女人》                   | 鲁平平   |                                |
| 2004年 | 《完美夏天》                         | （客串） |                                |
| 2004年 | 《天使之吻》                         | 叶文婷   |                                |
| 2004年 | 《家风》                             | 白海燕   |                                |
| 2005年 | 《大清洗冤录》又名《鸳鸯绣》         | 亦莺     |                                |
| 2005年 | 《浪击天涯》                         | 顾芳     |                                |
| 2005年 | 《病案追踪》又名《医学调查》         | 林涵     |                                |
| 2005年 | 《碧血剑》                           | 温仪     |                                |
| 2006年 | 《谁是我爸爸》                       | 孙秋菱   |                                |
| 2006年 | 《孩子你在哪里》                     | 肖兰兰   |                                |
| 2006年 | 《让梦想走向阳光》                   | 苏老师   |                                |
| 2013年 | 《戒烟不戒酒》                       | 陶刘雁   |                                |
| 2015年 | 《青春正能量之我是女神》又名《奋囧》 | 刘秀丽   |                                |
| 2016年 | 《女医·明妃传》                      | 孙太后   |                                |
| 2017年 | 《向幸福奔跑》(2012年拍攝)           | 宁阿姨   |                                |
| 2018年 | 《原来你还在这里》                   |          |                                |
| 2022年 | 《爱我中华》                         | 陈金枝   | 2013年拍攝, 原名《我的中国心》 |
| 未播出 | 《卢作孚》                           | 蒙淑仪   | 2010年拍攝                     |
| 待播   | 《青春因爱而美丽》                   |          | 2014年拍攝                     |
| 待播   | 《大娃娃小娃娃》                     |          | 2014年拍攝                     |

＊年份多为何晴参加拍摄的年份，不一定是电视剧播出的年份。

### 其他
- 2006年 短片《处女膜修复时代》饰演妈妈

## 荣誉
- 电影《女子别动队》获1990年全国电影票房总冠军
- 电视剧《戏说慈禧》获1992年金鹰奖最佳合拍片奖
- 电影《梦断南洋》、《歌手》获大众电影百花奖的影后提名
- 电视剧《家园》、《千秋之约》、《澳门的故事》、《家风》获飞天奖以及中宣部“五个一工程奖”
- 电视剧《双枪老太婆传奇》获2008-2009年度“中国剧英雄志风尚盛典”中的“最具英雄气概女英雄”